# Crazy Story
Singles de King Von
Problems
(2018) Crazy Story 2.0
(2019)
Crazy Story est une chanson du rappeur américain King Von, sortis le 6 décembre 2018, avec les labels Only the Family et Empire Distribution, comme son premier single. La chanson est considérée comme un succès, et est deux suites sont enregistrées : Crazy Story 2.0 et Crazy Story, Pt. 3. Les trois singles apparaissent sur la mixtape de Von, Grandson, Vol. 1 (2019).
La chanson compte plus de 95 millions de vues sur sa chaîne officielle YouTube, plus 70 millions sur la chaîne WorldStarHipHop sur YouTube en février 2023.

## Composition et réception critique
La chanson trouve King Von rappant sur sa lutte pour grandir à Chicago sur un instrument de style drill[Quoi ?]. Crazy Story reçoit des avis globalement positives de la part des critiques,.
Alphonse Pierre, de Pitchfork, fait l'éloge de la narration de Von, en particulier des éléments qui rendent l'histoire vivante.

## Remix
Le remix officiel de la chanson s'intitule Crazy Story (Remix) ou Crazy Story 2.0 et met en vedette le rappeur américain Lil Durk. Il sort le 3 mai 2019.